# 中華民國—奧地利關係
中華民國與奧地利共和國於1913—1971年有官方外交關係，斷交後，於對方首都互設具大使館功能的代表機構。雖無邦交，但雙方均致力維護民主、自由及人權等價值，兩國在經貿、旅遊、藝文及學術等關係也往來密切。

## 政治

### 外交

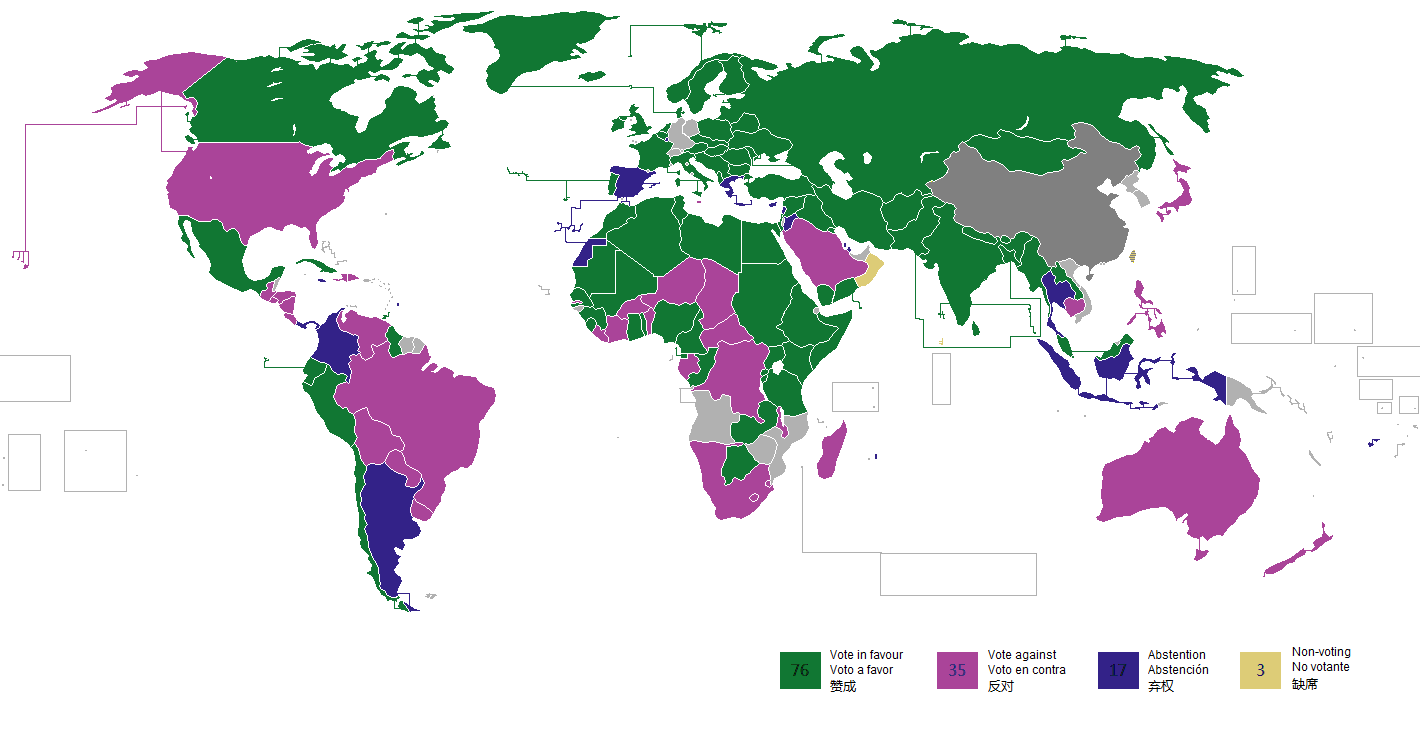
綠色國家表示在1971年的投票中反對中華民國續留聯合國，即《聯合國大會2758號決議》，其中包括奧地利。

1912年1月1日，中華民國成立後，向奧地利與匈牙利在1867年合組的「奧匈帝國」派駐外交代表，由前清廷出使奧斯馬加欽差大臣沈瑞麟繼續擔任。
1913年10月6日，奧匈帝國外交承認中華民國，於首都維也納設立中華民國駐奧斯馬加公使館、於首都北京設立奧匈帝國駐中華民國公使館，並互派公使，駐華公使由駐前大清公使訥色恩繼續擔任。
1914年7月，第一次世界大战發生後，中華民國於1917年8月14日對奧匈帝國宣戰並斷交。9月27日，撤館並召回公使。（1918年，奧匈帝國解體成奧地利、匈牙利與其他國家。）
1919年1月，巴黎和會召開後，中華民國與奧地利第一共和國於9月10日簽署和約。恢復於維也納設立的公使館，改名為中華民國駐奧地利公使館，並恢復派駐公使（多由駐德國公使兼任）。奧地利則未再派駐公使。
1938年3月13日，德國吞併奧地利後，中華民國於4月9日撤除駐奧地利公使館，改設立中華民國駐維也納總領事館，並改派駐總領事。
1941年，納粹德國承認汪精衛政權，中華民國撤銷總領事館。
1946年7月6日，第二次世界大戰結束後，中華民國恢復承認奧地利。
1947年9月2日，設立中華民國駐奧地利代表公署。
1948年2月，奧地利恢復派駐公使，由施德復（Felix Stumvoll）擔任。1949年底中華民國政府遷台後，奧地利未再派駐公使。
1950年3月31日，中華民國駐奧地利公使沈士華離任後，也未再派駐公使。並以節省經費、業務量少為由裁撤駐奧地利使館，但仍視邦交存在；1965年2月，奧地利外交部遠東事務主管梅葉哈鼎（Anton Mayr-Harting）抵台訪問時亦認為兩國間的邦交並未斷絕，只是「暫時停頓」。
1971年5月28日，奧地利與中华人民共和国建立大使級外交關係，並與中華民國斷交，中華民國政府表示「深以為憾」。
1971年10月25日，在決定中國代表權問題的《聯合國大會2758號決議》文中，奧地利連同大多數歐洲國家，支持中華人民共和國取代中華民國的「中國」席位。

#### 人員互訪（1996年至今）
僅列舉部分名單：
中華民國：總統夫人曾文惠、周美青、副總統連戰、呂秀蓮、總統府第一局長葉維詮、行政院長蕭萬長、立法院長王金平、立法院副院長饒穎奇、洪秀柱、司法院長翁岳生、司法院副院長蘇永欽、經濟部長王志剛、銓敘部長吳容明、外交部政務次長李大維、沈呂巡、外交部常務次長張小月、林永樂、教育部政務次長呂木琳、林聰明、陳益興、陳良基、科技部政務次長林一平、蔡明祺、衛生署長詹啟賢、侯勝茂、人事行政局長李逸洋、財政部賦稅署長許虞哲、經濟部國際貿易局長卓士昭、僑務委員會委員長吳英毅、文化建設委員會主任委員林澄枝、陳郁秀、原子能委員會主任委員歐陽敏盛、青年輔導委員會主任委員林芳玫、國家通訊傳播委員會主任委員蘇蘅、石世豪、研究發展考核委員會主任委員朱景鵬、大法官林子儀、國立故宮博物院長林曼麗、台北市長郝龍斌、臺南縣長蘇煥智、中華民國工商協進會理事長黃茂雄。
奧地利：前外交部長楊柯維奇、經濟部長方萊特納、經濟部次長麥爾（Josef Mayer）、對外經濟關係總司長維斯鍚格(Franz Wessig)、國民議會第二議長奈瑟、施賓德雷格、鈕格堡、第三議長華壽彭、國民議會教育委員會主席亞蒙、內政委員會主席亞蒙、文化委員會主席穆托能、豁免委員會主席多內包爾、最高法院長雷斯祖、憲法法院副院長畢爾萊、大法官莫歇爾、監察史柯世德卡、下奧地利邦長普瑞爾、克恩頓邦長海德、因斯布魯克市長查荷、聯邦總商會長馬德塔納、維也納大學校長恩格爾、自由黨主席海德。

### 代表機構
1973年8月11日，中華民國於奧地利首都維也納設立中國文化研究所（德語：Institut für chinesische Kultur），並兼轄駐国际原子能机构連絡辦事處的功能。1992年，奧地利政府同意在中國文化研究所另增加臺北經濟文化辦事處（德語：Taipei Wirtschafts und Kulturbüro）名稱對外。1993年7月19日，更名為具大使館功能的駐奧地利台北經濟文化代表處（德語：Taipei Wirtschafts- und Kulturbüro in Österreich）。
1980年12月13日，奧地利於中華民國首都台北設立類似功能的奧地利商務代表團臺北辦事處（Austrian Trade Delegation, Taipei Office）。1995年8月28日，更名為奧地利商務代表辦事處（Austrian Trade Delegation）；1997年，另設奧地利觀光處（Austrian Tourism Office）。2002年，更名為奧地利商務代表辦事處觀光組（Austrian Trade Delegation, Travel Section）。2004年，回復原名稱。2009年，再更名為奧地利台北辦事處（德語：Österreich Büros Taipei）作為在臺的正式代表機構。

## 經濟

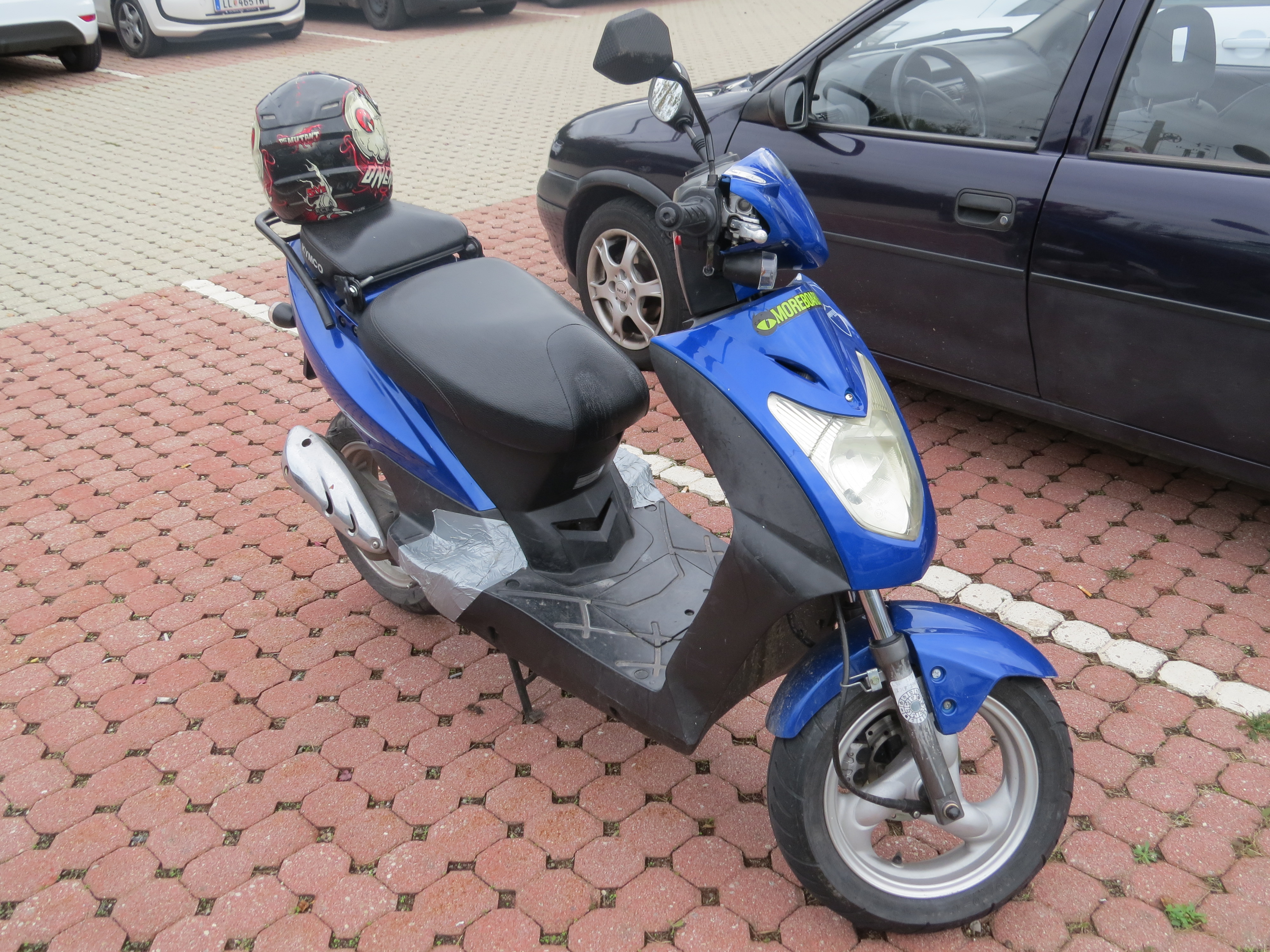
奧地利北部小鎮恩斯街頭的臺灣KYMCO機車

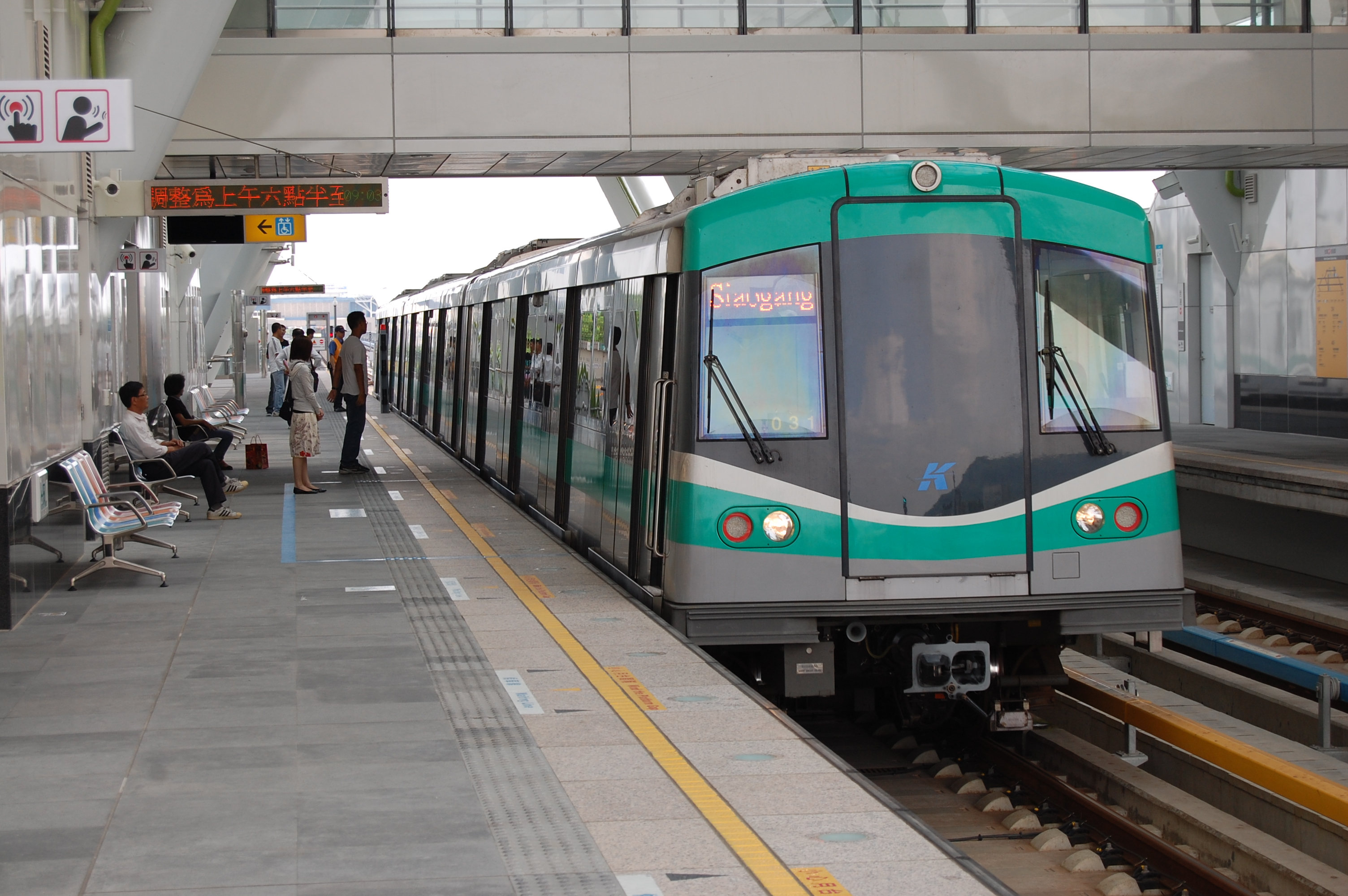
高雄捷運列車由奧地利原廠製造

### 貿易
經濟部國際貿易署於首都維也納設立駐奧地利代表處經濟組；奧地利則在首都台北設立商務代表辦事處。
| 年分 | 貿易總額      | 貿易總額 | 貿易總額 | 出口至奧地利 | 出口至奧地利 | 出口至奧地利 | 自奧地利進口  | 自奧地利進口 | 自奧地利進口 | 順逆差 |
| 年分 | 金額          | 年增減   | 排名     | 金額         | 年增減       | 排名         | 金額          | 年增減       | 排名         | 順逆差 |
| ---- | ------------- | -------- | -------- | ------------ | ------------ | ------------ | ------------- | ------------ | ------------ | ------ |
| 2017 | 939,153,099   | ▲14.3%   | 43       | 416,846,329  | ▲29.4%       | 41           | 522,306,770   | ▲4.6%        | 42           | 逆差▼  |
| 2018 | 1,098,438,022 | ▲17.0%   | 42       | 439,813,123  | ▲5.5%        | 42           | 658,624,899   | ▲26.1%       | 40           | 逆差▲  |
| 2019 | 1,194,308,976 | ▲8.7%    | 39       | 404,588,589  | ▼8.0%        | 40           | 789,720,387   | ▲19.9%       | 35           | 逆差▲  |
| 2020 | 1,304,316,770 | ▲9.2%    | 34       | 421,052,515  | ▲4.1%        | 40           | 883,264,255   | ▲11.8%       | 31           | 逆差▲  |
| 2021 | 1,626,224,165 | ▲24.7%   | 37       | 572,598,921  | ▲36.0%       | 38           | 1,053,625,244 | ▲19.3%       | 33           | 逆差▲  |
| 2022 | 1,726,702,259 | ▲6.2%    | 39       | 589,851,359  | ▲3.0%        | 41           | 1,136,850,900 | ▲7.9%        | 35           | 逆差▲  |
| 2023 | 1,518,252,403 | ▼12.1%   | 39       | 571,870,829  | ▼3.0%        | 36           | 946,381,574   | ▼16.8%       | 36           | 逆差▼  |
| 2024 | 1,276,877,468 | ▼15.9%   | 40       | 515,327,636  | ▼9.9%        | 39           | 761,549,832   | ▼19.5%       | 39           | 逆差▼  |

2023年的兩國貿易項目如下：
出口至奧地利的前10大項目為：集成电路；車輛之零件與附件；变压器、靜電式變流器與電感器；其他塑料製品與特定材料制成品；特定用途機器之零件與附件；製造半导体、集成电路與平面顯示器用之機器與器具、零件與附件；電話機（包括智能手机），以及其他傳輸或接收聲音、圖像之有線或无线网络通訊器具；电子工业用已摻雜之化學元素或化學化合物；天然或以合成方法再製之激素、前列腺素、前列凝素、白三烯素；鋼鐵製螺釘、螺栓、螺帽、螺旋鈎、車用螺釘、鉚釘、橫梢、開口梢、墊圈與類似製品等。
自奧地利進口的前10大項目為：製造半导体、集成电路與平面顯示器用之機器與器具、零件與附件；小客車與其他主要設計供載客之機動車輛；X光或阿爾法、貝他、伽馬放射線器具；醫藥製劑；橡膠或塑膠加工機或以此類原料製造產品之機械；碟片、磁带、固態非揮發性儲存裝置、智慧卡與其他錄音或錄製之媒體；塑膠管與附件；合金鐵；钼及其製品、廢料與碎屑；積體電路等。
奧地利為內陸國家，海運貨物須經由第3國，臺灣出口至奧地利的主要貨物是透過德國汉堡港、斯洛維尼亞科佩爾港以及義大利的里雅斯特港轉運至奧地利。許多臺商在德國漢堡港設有發貨倉庫與物流中心，部分出口貨物其目的地雖為德國，但實際上可能再復運出口至奧地利。

### 投資
根據中華民國經濟部投資審議司統計，截至2024年1月，臺商對奧地利的總投資金額為1億9,635萬美元，計有12件，2020－2023年無新增。主要投資業別：資訊與通訊傳播、機械設備、非金屬礦物製品、批發與零售等。
1970－1980年代，臺灣僑民前往奧地利多以經營餐飲業起家，臺商則多半於1990年以後前往，企業規模均屬中小型或辦事處型態。近年來較大型的投資案有：東台精機於2015年投資1,080萬欧元併購奧地利機床廠商ANGER MACHINING GmbH，2019年增資995萬美元；鴻海科技集團子公司樺漢科技於2016年投資奧地利工業電腦Kontron Group（原S&T）約1億5,000萬歐元，成為最大股东，2018年增資220萬歐元。鴻海子公司於2021年併購微型揚聲器研發商Sound Solutions Austria100%股權；台達電子透過新加坡子公司於2016年以7,200萬歐元併購奧地利自动化公司LOYTEC；辛耘企業於2020年在菲拉赫設立辦事處，就近與德商奧地利英飛凌廠合作。其他較具知名度的臺商包括：中華航空、長榮航空、長榮海運、Atmosa Petrochemie（化学工业）、Re-Teck（回收電子產品）、EETS（歐洲之星旅行社）、LOCO FOOD 樂口福（餐飲）等10多家。目前已成立奧地利臺灣商會，尚無臺灣的金融機構。
根據中華民國經濟部投資審議司統計，截至2024年1月，奧地利對臺灣的總投資金額為3,618萬美元，計有99件，2020－2022年新增13件。主要投資業別：批發與零售、電子零組件；电子计算机、電子產品與光學製品、機械設備、科學與技術服務等。
目前奧地利商在臺灣營運（含辦事處或代理）有80餘家，較具知名度包括：艾邁斯歐司朗（台積電合作夥伴）、奧鋼聯、阿瑪格奧地利金屬、奧特斯（半导体設計）、倍世（水处理與淨水設備）、科堡（自動化系統）、安東帕（精密分析儀器）、Kapsch（運輸通訊系統）、FREQUENTIS（交通與航空通訊系統）、李斯特内燃机及测试设备公司、YARA（空汙防治）、NEUHOLD（環保）、IMS Nanofabrication GmbH（半導體製造設備）、EV Group（晶圓接合與微影技術設備）等。

### 會展
兩國舉辦臺奧經貿對話會議（官方），至2023年已舉辦第6屆；臺奧經濟合作會議（民間），至2023年已舉辦第13屆。

## 交流

### 僑民
奧地利為德語系國家，移民管制日趨嚴格，每年僅有少數配額，且需通過德語及在奧地利生活常識測驗，因此外國人移民奧地利的困難度越來越高，近年也少有中華民國新進僑民。但由於奧地利是歐洲文化重鎮之一，前往該國學習藝術與音樂的臺灣留學生不少，學成之後也有留在當地定居者。除1970－1980年代的早期僑民外，大多數居住在奧地利的則是前往當地學習音樂的留學生，或早期臺灣廠商派駐奧地利的工作人員。根據中華民國僑務委員會統計，旅居奧地利的華人總數約有2萬人，而中華民國僑民約2千餘人，其餘大多數為來自中華人民共和國或中南半島國家的華人。
旅居中、东欧國家的中華民國僑民以奧地利為聚集大宗，對促進兩國以及與中、東歐的貿易有極大貢獻。雖然近幾年臺商前往東歐設立據點不在少數，但以旅奧臺商對奧地利以及中、東歐市場的嫻熟與經營已久的人脈，奧地利仍扮演臺灣與中、東歐甚至南欧國家之間重要經貿橋樑。

### 文化
2008年2－5月，國立故宮博物院與奧地利藝術史博物館於維也納合辦《物華天寶展》。
奧地利以其藝文及自然風景著稱，是台灣遊客喜愛的旅遊國家之一。2010年，前往奧地利有26,081人次，赴台則有5,806人次。2015年，赴該國觀光、商務、遊學超過10萬人。截至2016年，中華航空、長榮航空每週共有7航班臺北↔維也納。奧地利的交響樂團、合唱團亦曾多次來台演出。

### 教育
2009年，國立政治大學在中華民國教育部的支持下，與維也納大學簽署設立臺灣研究中心，並常設臺灣研究講座，每年邀請台灣專家學者與世界各地漢學家赴奧地利講學及進行學術研討會。此外，中華民國教育部與奧地利教育部也將共同成立臺奧科研種子基金，提供兩國大學進行科學研究計畫為導向的師生交流合作。
2015年11月，奧地利教育部大學事務國際司長率領奧地利專業高等學院代表抵台訪問，並舉辦首屆臺奧高等技職教育論壇。2016年，中華民國教育部率領台灣多所大學的校長及副校長訪問奧地利，並與奧地利科學研究部舉辦第2屆臺奧高等技職教育論壇。

### 援助
1999年9月21日，台灣發生大地震，奧地利派出10人搜救隊抵臺救災。
2020年4月14日，對於2019冠状病毒病疫情在全球擴散，中華民國外交部宣布第2波國際援助行動，其中捐贈130萬片口罩給奧地利在內的8個欧洲联盟成员国。21日，30萬片口罩運抵奧地利。

## 協定
| 日期           | 簽署 | 備註             |
| -------------- | --- | ---------------- |
| 1982年         | 《台奧學術合作協定》                                                                                                | [ 註 6 ]         |
| 1989年2月3日   | 《臺北國家科學委員會與維也納國家科學基金會間科學合作備忘錄》                                                        |                  |
| 1990年6月20日  | 《臺北中正國際航空站與維也納國際機場間關於設立定期航線協定》                                                        |                  |
| 1996年         | 《台奧貨品暫准通關協定》                                                                                            |                  |
| 2000年6月15日  | 《台奧相互承認優先專利及商標權》                                                                                    |                  |
| 2007年4月24日  | 《台灣疾病管制局與奧地利健康暨食品安全署傳染病交換合作瞭解備忘錄》                                                  |                  |
| 2008年6月2日   | 《中華民國（台灣）標準檢驗局與奧地利標準中心合作總協定》                                                            |                  |
| 2008年9月8日   | 《台灣教育部與奧地利聯邦共和國教育、藝術暨文化部普通及職業教育與訓練合作瞭解備忘錄》                                | [ 註 7 ]         |
| 2010年12月14日 | 《臺灣食品藥物管理局與奧地利健康暨食品安全署食品安全合作瞭解備忘錄》                                                |                  |
| 2011年         | 《中央研究院與奧地利科學院學術合作瞭解備忘錄》                                                                      | [ 註 8 ]         |
| 2012年5月      | 《財團法人高等教育國際合作基金會與奧地利學術交流總署合作備忘錄》                                                    | [ 24 ]           |
| 2013年6月19日  | 《臺灣食品藥物管理局與奧地利醫療保健安全聯邦辦公室／健康暨食品安全署醫藥品安全資訊合作瞭解備忘錄》                  |                  |
| 2013年9月      | 《國立臺灣大學與維也納大學合作協議》 《國立政治大學與維也納大學合作協議》                                           | [ 註 9 ]         |
| 2014年6月      | 《國立科技大學校院協會與奧地利專業高等學院會議合作協議》 《私立科技大學校院協進會與奧地利專業高等學院會議合作協議》 | [ 12 ]           |
| 2014年7月12日  | 《駐奧地利台北經濟文化代表處與奧地利台北辦事處避免所得稅雙重課稅及防杜逃稅協定》                                    | [ 註 10 ]        |
| 2014年11月18日 | 《台奧青年度假打工計畫聯合聲明》                                                                                    | [ 12 ] [ 註 11 ] |
| 2014年12月20日 | 《臺奧租稅協定》 | [ 註 12 ]        |
| 2015年3月27日  | 《臺奧科技合作備忘錄》                                                                                              | [ 19 ]           |
| 2015年8月11日  | 《臺灣研究計畫合作協議》                                                                                            | [ 註 13 ]        |
| 2017年9月1日   | 《臺灣研究學術合作備忘錄》                                                                                          | [ 註 14 ]        |
| 2017年10月16日 | 《臺奧經濟合作發展備忘錄》                                                                                          | [ 31 ]           |
| 2018年8月1日   | 《新北市政府與奧地利科技合作組織智慧城市合作備忘錄》                                                                | [ 57 ]           |
| 2019年5月27日  | 《臺奧產業聚落合作備忘錄》                                                                                          |                  |
| 2023年3月14日  | 《臺奧新創合作備忘錄》                                                                                              |                  |
| 2024年3月20日  | 《高雄市政府與奧地利科技合作組織智慧城市合作備忘錄》                                                                |                  |

## 簽證

持中華民國護照的中華民國國民簽證要求分布圖：入境奧地利可以「申根區免簽證」。

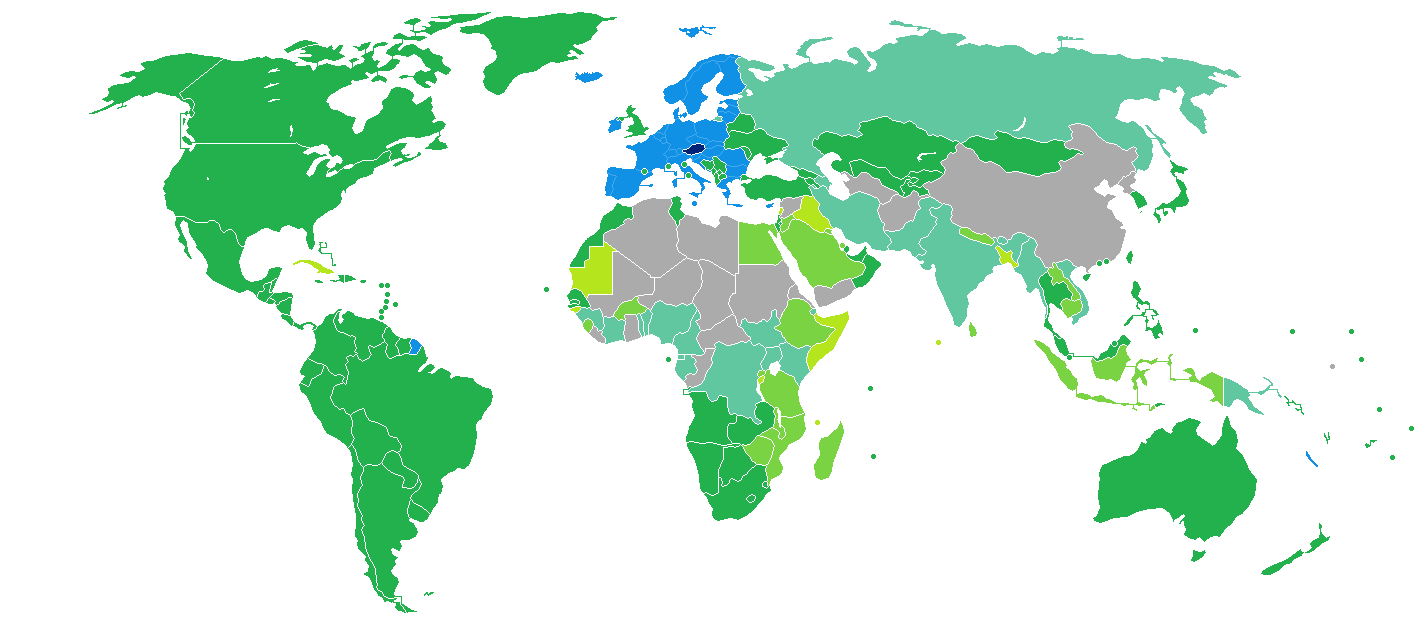
持歐盟的奧地利護照之奧地利國民簽證要求分布圖：入境中華民國可以免簽證。

歐洲申根區給予持有載明身分證字號的中華民國護照之中華民國國民可以申根區免簽證入境，停留日數與申根區合併計算，每6個月期間內總計可停留90天。經奧地利轉機至申根區亦可免簽證。
奧地利國民持有歐盟護照者也可以免簽證的方式入境中華民國，停留最多90天。
此外，兩國每年皆提供特定名額的18－30歲青年為期1年的度假打工簽證（皆必須未曾取得此種簽證）。

## 交通

### 航空
兩國有直航班機，雙邊航班來往的城市如下（截至2023年7月4日）：

#### 客運
| 中華民國 | 奥地利                                                             |
| -------- | ------------------------------------------------------------------ |
| 臺北     | 維也納（中華航空直飛、長榮航空直飛，長榮每周部分日期中途停靠曼谷） |

### 駕車
先前持有中華民國國際駕駛執照並配合中華民國汽車駕駛執照（德文譯本），可在奧地利駕車6個月；若超過6個月，則必須考取奧地利駕駛執照。但自2024年5月起，中華民國外交部接獲民眾反映，持有核發的國際駕照無法在奧地利駕車，外交部透過駐奧地利代表處向奧地利交通部詢問後，其回覆所核發的國際駕照在奧地利並非有效，台灣旅客無法在奧地利駕車。外交部隨後指出，基於平等互惠原則，在協商未獲解決前，持奧地利國際駕照者也無法在台灣駕車。

## 外部連結
| - 中華民國外交部－奧地利共和國簡介 （页面存档备份，存于） - 駐奧地利臺北經濟文化代表處（Facebook、Twitter） - 外交部領事事務局－國外旅遊警示分級表 - 中華民國衛生福利部－國際旅遊疫情建議等級 - 中華民國國際經濟合作協會 （页面存档备份，存于） | - 奧地利臺北辦事處（Facebook） - 奧地利商務代表辦事處（Facebook） |